# نات سيمون
نات سيمون (بالإنجليزية: Nat Simon)‏ هو كاتب أغاني أمريكي، ولد في 6 أغسطس 1900 في نيوبورغ في الولايات المتحدة، وتوفي بنفس المكان في 5 سبتمبر 1979.

## وصلات خارجية
- نات سيمون على موقع IMDb (الإنجليزية)
- نات سيمون على موقع ميوزك برينز (الإنجليزية)
- نات سيمون على موقع ميوزك برينز (الإنجليزية)
- نات سيمون على موقع ديسكوغز (الإنجليزية)